# Verein für Bewegungsspiele Leipzig 1997-1998
Questa voce raccoglie le informazioni riguardanti il Verein für Bewegungsspiele Leipzig nelle competizioni ufficiali della stagione 1997-1998.

## Stagione
Nella stagione 1997-1998 il VfB Lipsia, allenato da Sigfried Held, concluse il campionato di 2. Bundesliga al 15º posto e fu retrocesso in Regionalliga. In Coppa di Germania il VfB Lipsia fu eliminato al secondo turno dall'Alemannia Aquisgrana.

## Rosa
| N. |                                | Ruolo | Calciatore        |
| -- | ------------------------------ | ----- | ----------------- |
| 1  | Bulgaria (bandiera)            | P     | Antonio Ananiev   |
| 2  | Germania (bandiera)            | D     | Frank Edmond      |
| 3  | Germania (bandiera)            | C     | Nico Däbritz      |
| 4  | Germania (bandiera)            | D     | Detlef Schößler   |
| 5  | Germania (bandiera)            | D     | Matthias Maucksch |
| 6  | Germania (bandiera)            | C     | Steffen Heidrich  |
| 7  | Croazia (bandiera)             | C     | Ivica Bančić      |
| 8  | Germania (bandiera)            | C     | Thomas Rath       |
| 11 | Germania (bandiera)            | A     | Henri Fuchs       |
| 12 | Germania (bandiera)            | A     | Markus Wulftange  |
| 14 | Germania (bandiera)            | D     | Torsten Jülich    |
| 16 | Serbia e Montenegro (bandiera) | P     | Boris Jovanovic   |
| 17 | Germania (bandiera)            | C     | Matthias Dehoust  |
| 18 | Germania (bandiera)            | A     | Ronny Kujat       |
| 19 | Germania (bandiera)            | D     | Reimund Mimuß     |
| 20 | Germania (bandiera)            | D     | Mario Kern        |
| 21 | Germania (bandiera)            | D     | Ulf Mehlhorn      |
| 22 | Germania (bandiera)            | D     | Ronald Werner     |

| N. |                     | Ruolo | Calciatore           |
| -- | ------------------- | ----- | -------------------- |
| 23 | Ghana (bandiera)    | A     | Alexander Opoku      |
| 25 | Germania (bandiera) | A     | Florian Weichert     |
| 26 | Germania (bandiera) | P     | Gunnar Grundmann     |
| 27 | Germania (bandiera) | D     | Marco Rose           |
| 30 | Germania (bandiera) | P     | René Koslowski       |
| 32 | Germania (bandiera) | D     | Thorsten Görke       |
| 31 | Germania (bandiera) | D     | Norman Loose         |
| 34 | Germania (bandiera) | D     | Gunnar Sauer         |
| 24 | Lituania (bandiera) | D     | Tomas Žiukas         |
| 36 | Germania (bandiera) | C     | Nico Bernhardt       |
| 29 | Germania (bandiera) | C     | Maik Kunze           |
| 15 | Germania (bandiera) | C     | Marco Kurth          |
| 28 | Germania (bandiera) | C     | Daniel Küttner       |
| 35 | Germania (bandiera) | C     | Thomas Möller        |
| 13 | Germania (bandiera) | C     | Uwe Trommer          |
| 9  | Brasile (bandiera)  | A     | Franklin Bittencourt |
| 10 | Germania (bandiera) | A     | Roland Wohlfarth     |

## Organigramma societario
Area tecnica
- Allenatore: Damian Halata, Sigfried Held
- Allenatore in seconda: Joachim Steffens
- Preparatore dei portieri: René Müller
- Preparatori atletici: Uwe Zimmermann

## Calciomercato

### Sessione estiva
| Acquisti | Acquisti          | Acquisti             | Acquisti |
| R.       | Nome              | da                   | Modalità |
| -------- | ----------------- | -------------------- | -------- |
| P        | Antonio Ananiev   | Colonia              |          |
| C        | Matthias Dehoust  | Waldhof Mannheim     |          |
| C        | Marco Kurth       | Lokomotive Lipsia II |          |
| C        | Daniel Küttner    | Sachsen Lipsia       |          |
| D        | Matthias Maucksch | Wolfsburg            |          |
| D        | Ulf Mehlhorn      | Fortuna Düsseldorf   |          |
| C        | Thomas Rath       | Friburgo             |          |
| D        | Gunnar Sauer      | Hertha Berlino       |          |
| D        | Tomas Žiukas      | Kareda Kaunas        |          |

| Cessioni | Cessioni         | Cessioni        | Cessioni |
| R.       | Nome             | a               | Modalità |
| -------- | ---------------- | --------------- | -------- |
| D        | Marco Förster    | Zwickau         |          |
| P        | Daniel Hoffmann  | Monaco 1860     |          |
| C        | Guido Hoffmann   | Omonia          |          |
| P        | Maik Kischko     | Carl Zeiss Jena |          |
| D        | Matthias Lindner | Carl Zeiss Jena |          |
| A        | Holger Lischke   | Chemnitz        |          |
| D        | Holm Pinder      | Zwickau         |          |
| C        | Kujtim Shala     | Sachsen Lipsia  |          |
| A        | Markus Wuckel    | Saarbrücken     |          |

### Sessione invernale
| Acquisti | Acquisti         | Acquisti  | Acquisti |
| R.       | Nome             | da        | Modalità |
| -------- | ---------------- | --------- | -------- |
| C        | Thomas Möller    | Gütersloh |          |
| A        | Roland Wohlfarth | Bochum    |          |

| Cessioni | Cessioni | Cessioni | Cessioni |
| R.       | Nome     | a        | Modalità |
| -------- | -------- | -------- | -------- |

## Risultati

### 2. Bundesliga

#### Girone di andata
| Arbitro: | Weber |

|                           |           |            |
| Fuchs 7’, 83’ Däbritz 73’ | Marcatori | 8’ Beierle |

| Arbitro: | Steinborn |

|           |           |              |
| Lazic 29’ | Marcatori | 39’ Heidrich |

| Arbitro: | Kemmling |

|                                     |           |            |
| Heidrich 25’ (rig.) Bittencourt 84’ | Marcatori | 5’ Driller |

| Arbitro: | Weiner |

|                                                                          |           |                        |
| Slimane 5’ Wassmer 11’ Weißhaupt 44’ (rig.) Schwinkendorf 83’ Pavlin 86’ | Marcatori | 19’ Edmond 81’ Dehoust |

| Arbitro: | Wezel |

|          |           |  |
| Vier 45’ | Marcatori |  |

| Lipsia 14 settembre 1997, ore 15:00 CEST 6ª giornata | VfB Lipsia | 0 – 0 referto | Carl Zeiss Jena | Bruno-Plache-Stadion (5 700 spett.)\| Arbitro: \| Hufgard \| |
| Arbitro:                                             | Hufgard    |               |                 |                                                              |

| Arbitro: | Wack |

|                            |           |                        |
| Weber 30’, 77’ Hubchev 40’ | Marcatori | 65’ Heidrich 75’ Kujat |

| Arbitro: | Neis |

|                      |           |             |
| Bittencourt 70’, 89’ | Marcatori | 76’ Nowotny |

| Arbitro: | Dörr |

|                                                        |           |  |
| Böttche 10’, 47’ Stendel 45’, 85’ Ukrow 56’ Helmer 82’ | Marcatori |  |

| Arbitro: | Byernetzky |

|              |           |  |
| Heidrich 23’ | Marcatori |  |

| Arbitro: | Gettke |

|                                 |           |  |
| Škarabela 47’ Türr 55’ Dürr 66’ | Marcatori |  |

| Arbitro: | Sippel |

|                           |           |  |
| Bittencourt 89’ Fuchs 90’ | Marcatori |  |

| Arbitro: | Meyer |

|                            |           |                 |
| Ouakili 10’ Herzberger 87’ | Marcatori | 22’ Bittencourt |

| Arbitro: | Frey |

|  |           |          |
|  | Marcatori | 47’ Klee |

| Arbitro: | Kammerer |

|                         |           |  |
| Akonnor 85’ Brdarić 86’ | Marcatori |  |

| Arbitro: | Salver |

|                     |           |            |
| Heidrich 80’ (rig.) | Marcatori | 4’ Leśniak |

| Arbitro: | Wack |

|                                          |           |  |
| Skok 9’ Sané 45’ Ristau 52’ Feinbier 61’ | Marcatori |  |

#### Girone di ritorno
| Arbitro: | Werthmann |

|                      |           |                                    |
| Kevric 13’ Marić 84’ | Marcatori | 36’ Möller 60’ Wohlfarth 63’ Fuchs |

| Lipsia 20 febbraio 1998, ore 19:00 CET 19ª giornata | VfB Lipsia | 0 – 0 referto | Energie Cottbus | Bruno-Plache-Stadion (7 400 spett.)\| Arbitro: \| Margenberg \| |
| Arbitro:                                            | Margenberg |               |                 |                                                                 |

| Arbitro: | Kinhöfer |

|                                           |           |                    |
| Wiesinger 5’ Ćirić 23’ Ananiev 59’ (aut.) | Marcatori | 9’ (rig.) Heidrich |

| Arbitro: | Krug |

|                        |           |  |
| Fuchs 10’ Heidrich 82’ | Marcatori |  |

| Arbitro: | Zerr |

|               |           |  |
| Wohlfarth 65’ | Marcatori |  |

| Jena 26 maggio 1998, ore 19:00 CEST 23ª giornata | Carl Zeiss Jena | 0 – 0 referto | VfB Lipsia | Ernst-Abbe-Sportfeld (2 802 spett.)\| Arbitro: \| Sippel \| |
| Arbitro:                                         | Sippel          |               |            |                                                             |

| Arbitro: | Jansen |

|              |           |                 |
| Heidrich 70’ | Marcatori | 2’ Westerthaler |

| Arbitro: | Hauer |

|  |           |          |
|  | Marcatori | 8’ Fuchs |

| Lipsia 9 aprile 1998, ore 19:00 CEST 26ª giornata | VfB Lipsia | 0 – 0 referto | Meppen | Bruno-Plache-Stadion (4 500 spett.)\| Arbitro: \| Schütz \| |
| Arbitro:                                          | Schütz     |               |        |                                                             |

| Arbitro: | Neis |

|           |           |              |
| Täuber 4’ | Marcatori | 46’ Heidrich |

| Arbitro: | Gettke |

|                           |           |  |
| Wohlfarth 8’ Mehlhorn 12’ | Marcatori |  |

| Arbitro: | Wack |

|                 |           |  |
| Stanislawski 4’ | Marcatori |  |

| Arbitro: | Meyer |

|                     |           |                                 |
| Heidrich 80’ (rig.) | Marcatori | 11’ Herzberger 62’, 67’ Demandt |

| Arbitro: | Hufgard |

|                      |           |  |
| Schmidt 75’ Klee 80’ | Marcatori |  |

| Arbitro: | Stark |

|               |           |                                             |
| Wohlfarth 29’ | Marcatori | 30’, 38’ Grlić 45’ Younga-Mouhani 78’ Krieg |

| Arbitro: | Zerr |

|                               |           |  |
| Leśniak 49’ Dobrovol'skij 74’ | Marcatori |  |

| Lipsia 7 giugno 1998, ore 15:00 CEST 34ª giornata | VfB Lipsia | 0 – 0 referto | Wattenscheid 09 | Bruno-Plache-Stadion (10 400 spett.)\| Arbitro: \| Merk \| |
| Arbitro:                                          | Merk       |               |                 |                                                            |

### Coppa di Germania
| Arbitro: | Lange |

|                       |           |           |
| Fuchs 24’ Däbritz 90’ | Marcatori | 76’ Flock |

| Arbitro: | Berg |

|                       |           |              |
| Lochen 27’ Krohm 109’ | Marcatori | 45’ Heidrich |

## Statistiche

### Statistiche di squadra
| Competizione      | Punti | In casa | In casa | In casa | In casa | In casa | In casa | In trasferta | In trasferta | In trasferta | In trasferta | In trasferta | In trasferta | Totale | Totale | Totale | Totale | Totale | Totale | DR  |
| Competizione      | Punti | G       | V       | N       | P       | Gf      | Gs      | G            | V            | N            | P            | Gf           | Gs           | G      | V      | N      | P      | Gf     | Gs     | DR  |
| ----------------- | ----- | ------- | ------- | ------- | ------- | ------- | ------- | ------------ | ------------ | ------------ | ------------ | ------------ | ------------ | ------ | ------ | ------ | ------ | ------ | ------ | --- |
| 2. Bundesliga     | 39    | 17      | 8       | 6       | 3       | 19      | 13      | 17           | 2            | 3            | 12           | 12           | 38           | 34     | 10     | 9      | 15     | 31     | 51     | -20 |
| Coppa di Germania | -     | 1       | 1       | 0       | 0       | 2       | 1       | 1            | 0            | 0            | 1            | 1            | 2            | 2      | 1      | 0      | 1      | 3      | 3      | 0   |
| Totale            | 39    | 18      | 9       | 6       | 3       | 21      | 14      | 18           | 2            | 3            | 13           | 13           | 40           | 36     | 11     | 9      | 16     | 34     | 54     | -20 |

### Andamento in campionato
| Giornata  | 1 | 2 | 3 | 4 | 5 | 6 | 7  | 8 | 9  | 10 | 11 | 12 | 13 | 14 | 15 | 16 | 17 | 18 | 19 | 20 | 21 | 22 | 23 | 24 | 25 | 26 | 27 | 28 | 29 | 30 | 31 | 32 | 33 | 34 |
| --------- | - | - | - | - | - | - | -- | - | -- | -- | -- | -- | -- | -- | -- | -- | -- | -- | -- | -- | -- | -- | -- | -- | -- | -- | -- | -- | -- | -- | -- | -- | -- | -- |
| Luogo     | C | T | C | T | T | C | T  | C | T  | C  | T  | C  | T  | C  | T  | C  | T  | T  | C  | T  | C  | C  | C  | T  | C  | T  | C  | T  | C  | T  | C  | T  | T  | C  |
| Risultato | V | N | V | P | P | N | P  | V | P  | V  | P  | V  | P  | P  | P  | N  | P  | V  | N  | P  | V  | V  | N  | V  | N  | N  | V  | P  | P  | P  | P  | N  | P  | N  |
| Posizione | 2 | 3 | 2 | 5 | 7 | 8 | 11 | 9 | 11 | 6  | 12 | 7  | 11 | 12 | 13 | 14 | 15 | 14 | 13 | 13 | 13 | 12 | 12 | 11 | 9  | 12 | 11 | 9  | 11 | 13 | 14 | 15 | 15 | 15 |

Legenda:

Luogo: C = Casa; T = Trasferta. Risultato: V = Vittoria; N = Pareggio; P = Sconfitta.

### Statistiche dei giocatori
| Giocatore      | 2. Bundesliga | 2. Bundesliga | 2. Bundesliga | 2. Bundesliga | Coppa di Germania | Coppa di Germania | Coppa di Germania | Coppa di Germania | Totale   | Totale | Totale      | Totale     |
| Giocatore      | Presenze      | Reti          | Ammonizioni   | Espulsioni    | Presenze          | Reti              | Ammonizioni       | Espulsioni        | Presenze | Reti   | Ammonizioni | Espulsioni |
| -------------- | ------------- | ------------- | ------------- | ------------- | ----------------- | ----------------- | ----------------- | ----------------- | -------- | ------ | ----------- | ---------- |
| A. Ananiev     | 14            | 0             | 0             | 0             | 2                 | 0                 | 1                 | 0                 | 16       | 0      | 1           | 0          |
| I. Bančić      | 19            | 0             | 5             | 0             | 2                 | 0                 | 0                 | 0                 | 21       | 0      | 5           | 0          |
| N. Bernhardt   | 0             | 0             | 0             | 0             | 0                 | 0                 | 0                 | 0                 | 0        | 0      | 0           | 0          |
| F. Bittencourt | 25            | 5             | 6             | 0             | 2                 | 0                 | 0                 | 0                 | 27       | 5      | 6           | 0          |
| M. Dehoust     | 21            | 1             | 4             | 1             | 1                 | 0                 | 0                 | 0                 | 22       | 1      | 4           | 1          |
| N. Däbritz     | 32            | 1             | 9             | 0             | 1                 | 1                 | 0                 | 0                 | 33       | 2      | 9           | 0          |
| F. Edmond      | 16            | 1             | 3             | 0             | 2                 | 0                 | 1                 | 0                 | 18       | 1      | 4           | 0          |
| H. Fuchs       | 29            | 6             | 2             | 1             | 1                 | 1                 | 0                 | 0                 | 30       | 7      | 2           | 1          |
| G. Grundmann   | 0             | 0             | 0             | 0             | 0                 | 0                 | 0                 | 0                 | 0        | 0      | 0           | 0          |
| T. Görke       | 0             | 0             | 0             | 0             | 0                 | 0                 | 0                 | 0                 | 0        | 0      | 0           | 0          |
| S. Heidrich    | 27            | 10            | 7             | 0             | 2                 | 1                 | 0                 | 0                 | 29       | 11     | 7           | 0          |
| B. Jovanovic   | 21            | 0             | 1             | 0             | 0                 | 0                 | 0                 | 0                 | 21       | 0      | 1           | 0          |
| T. Jülich      | 9             | 0             | 1             | 0             | 1                 | 0                 | 0                 | 0                 | 10       | 0      | 1           | 0          |
| M. Kern        | 10            | 0             | 3             | 1             | 1                 | 0                 | 0                 | 0                 | 11       | 0      | 3           | 1          |
| R. Koslowski   | 0             | 0             | 0             | 0             | 0                 | 0                 | 0                 | 0                 | 0        | 0      | 0           | 0          |
| R. Kujat       | 24            | 1             | 1             | 1             | 2                 | 0                 | 0                 | 0                 | 26       | 1      | 1           | 1          |
| M. Kunze       | 0             | 0             | 0             | 0             | 0                 | 0                 | 0                 | 0                 | 0        | 0      | 0           | 0          |
| M. Kurth       | 8             | 0             | 2             | 1             | 1                 | 0                 | 0                 | 0                 | 9        | 0      | 2           | 1          |
| D. Küttner     | 2             | 0             | 0             | 0             | 0                 | 0                 | 0                 | 0                 | 2        | 0      | 0           | 0          |
| N. Loose       | 0             | 0             | 0             | 0             | 0                 | 0                 | 0                 | 0                 | 0        | 0      | 0           | 0          |
| M. Maucksch    | 27            | 0             | 7             | 0             | 1                 | 0                 | 0                 | 0                 | 28       | 0      | 7           | 0          |
| U. Mehlhorn    | 33            | 1             | 9             | 0             | 1                 | 0                 | 1                 | 0                 | 34       | 1      | 10          | 0          |
| R. Mimuß       | 9             | 0             | 0             | 0             | 0                 | 0                 | 0                 | 0                 | 9        | 0      | 0           | 0          |
| T. Möller      | 17            | 1             | 4             | 0             | 0                 | 0                 | 0                 | 0                 | 17       | 1      | 4           | 0          |
| A. Opoku       | 17            | 0             | 0             | 1             | 1                 | 0                 | 0                 | 0                 | 18       | 0      | 0           | 1          |
| T. Rath        | 3             | 0             | 0             | 1             | 0                 | 0                 | 0                 | 0                 | 3        | 0      | 0           | 1          |
| M. Rose        | 10            | 0             | 1             | 0             | 0                 | 0                 | 0                 | 0                 | 10       | 0      | 1           | 0          |
| G. Sauer       | 12            | 0             | 2             | 0             | 0                 | 0                 | 0                 | 0                 | 12       | 0      | 2           | 0          |
| D. Schößler    | 12            | 0             | 1             | 0             | 1                 | 0                 | 0                 | 0                 | 13       | 0      | 1           | 0          |
| U. Trommer     | 0             | 0             | 0             | 0             | 0                 | 0                 | 0                 | 0                 | 0        | 0      | 0           | 0          |
| F. Weichert    | 0             | 0             | 0             | 0             | 0                 | 0                 | 0                 | 0                 | 0        | 0      | 0           | 0          |
| R. Werner      | 24            | 0             | 3             | 0             | 1                 | 0                 | 0                 | 0                 | 25       | 0      | 3           | 0          |
| R. Wohlfarth   | 15            | 4             | 2             | 0             | 0                 | 0                 | 0                 | 0                 | 15       | 4      | 2           | 0          |
| M. Wulftange   | 16            | 0             | 1             | 0             | 1                 | 0                 | 0                 | 0                 | 17       | 0      | 1           | 0          |
| T. Žiukas      | 12            | 0             | 2             | 0             | 2                 | 0                 | 0                 | 0                 | 14       | 0      | 2           | 0          |